# Bohemund VII van Tripoli
Bohemund VII (de Poitiers) (1261 - 19 oktober 1287) was Graaf van Tripoli en bij Titel Vorst van Antiochië.
Zijn ouders waren Bohemund VI van Antiochië en Sibylla van Armenië. Als Bohemund overlijdt in 1275 neemt Sibylla het regentschap op zich voor de nog jonge Bohemund VII, dit ging onder toezicht van Hugo III van Cyprus. Als Bohemund enkele jaren ouder is huwt hij met Margreta van Akko, het huwelijk bleef echter kinderloos.
Vanaf 1278 heeft Bohemund de volmacht over Antiochië, zijn regeerperiode wordt overheerst door conflicten met de Tempeliers-orde, en ook de Italiaanse vloten van Genua en Venetië dreigen meer macht in te nemen door de succesvolle overzeese handel. Vooral dreigt het Vorstendom ten onder te gaan aan de Mammulukkers die steeds meer land winnen in de Levant.